# Вікові дуби (с. Дзензелівка)
Вікові дуби — ботанічна пам'ятка природи місцевого значення. Об'єкт розташований на території Маньківського району Черкаської області, село Дзензелівка.
Площа — 0,12 га, статус отриманий у 2011 році.

## Галерея

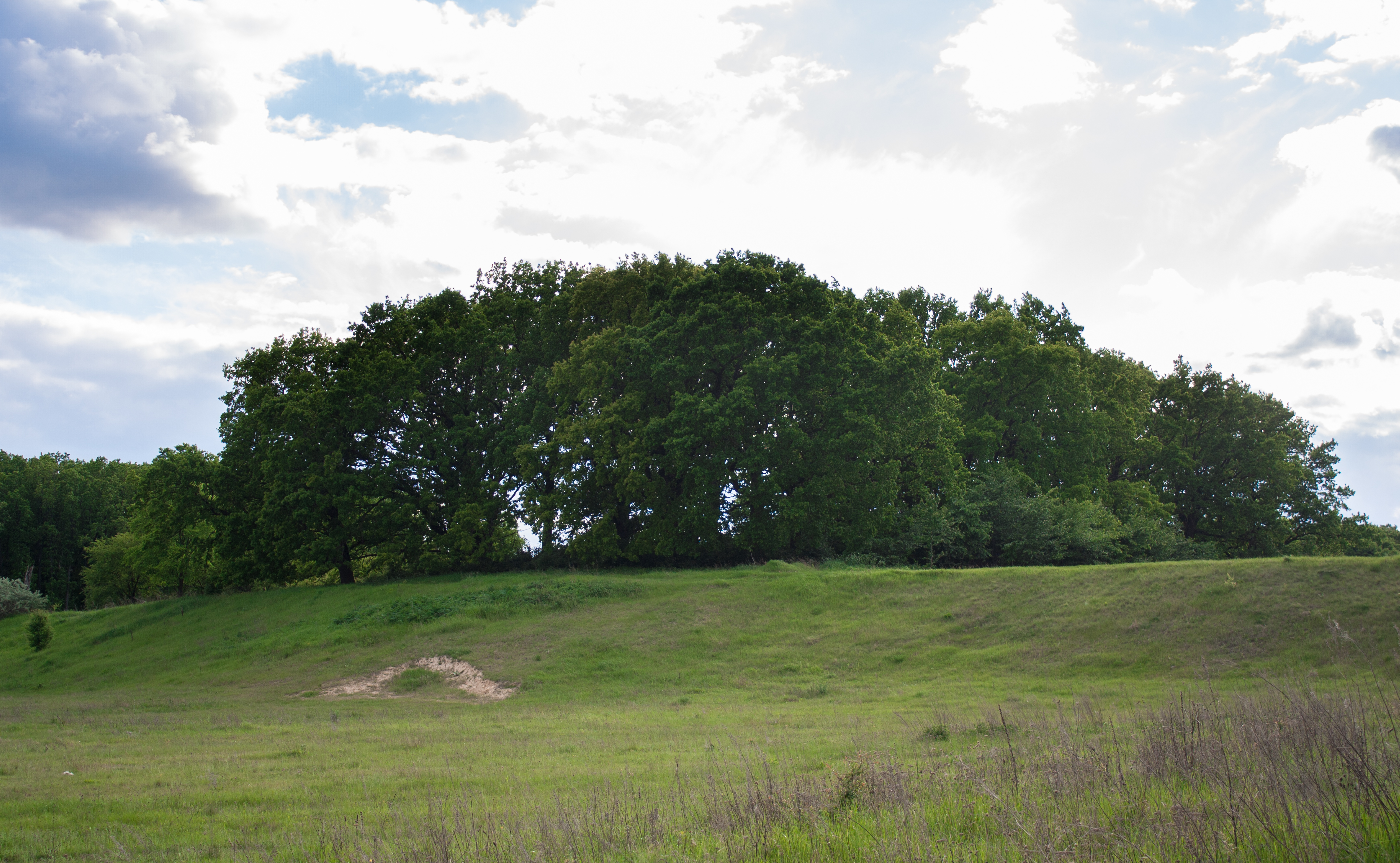